# Blenheim
Blenheim je město na severovýchodě Jižního ostrova Nového Zélandu, hlavní město regionu Marlborough. Ve městě v současnosti žije zhruba 35 000 obyvatel, přičemž většina populace je evropského původu. Oblast nedaleko města je známá jako centrum novozélandského vinařského průmyslu. Město je pojmenováno na počest bitvy u Blenheimu.